# Gewerkschaft Bau und Industrie
Die Gewerkschaft Bau und Industrie (GBI) war eine schweizerische Gewerkschaft, die 1993 aus dem Zusammenschluss der Gewerkschaft Bau und Holz (GBH) und der Gewerkschaft Textil, Chemie, Papier (GTCP) hervorging und bis 2004 existierte.
Neben dem Vertreten von Interessen der Arbeitnehmer gegenüber den Arbeitgebern bot die GBI auch weitere Dienstleistungen. Sie verfügte mit der SKBH Schweizerische Krankenkasse für das Bau- und Holzgewerbe über eine eigene Krankenkasse sowie über eine eigene Arbeitslosenkasse und bot auch Umzugsunterstützungen, Rechtsschutz, Ferieneinrichtungen und Streikgeld an.
Die GBI vertrat zuletzt rund 91'000 Mitglieder. Per 16. Oktober 2004 fusionierte sie mit dem SMUV, dem VHTL und der alten unia zur Großgewerkschaft Unia.